# Susanne Christina Hyldelund

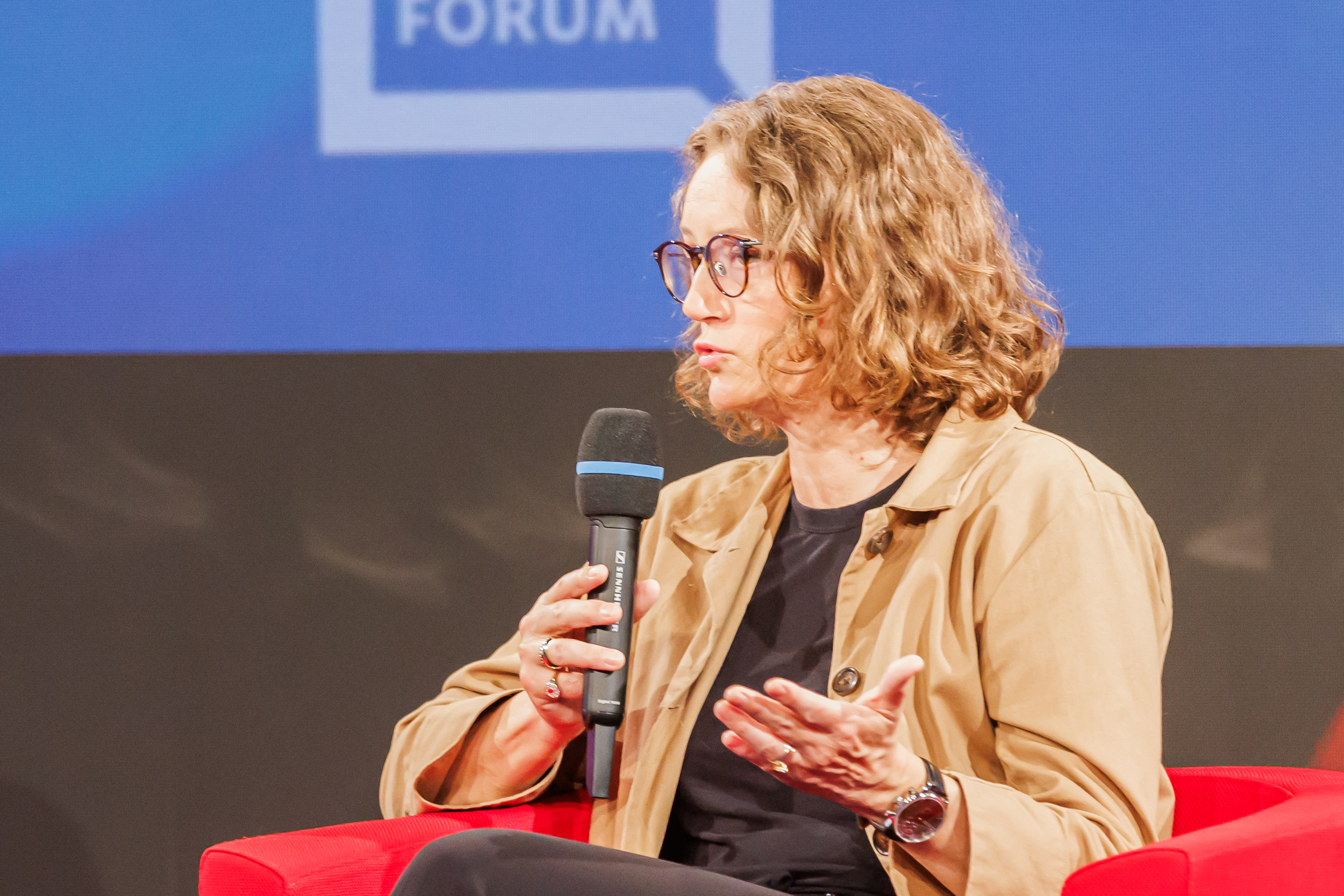
Susanne Hyldelund, 2024

Susanne Christina Hyldelund (* 30. Juli 1968 in Kolding) ist eine dänische Diplomatin. Sie war von 2020 bis 2024 Botschafterin des Königreichs Dänemark in der königlichen dänischen Botschaft in Berlin.

## Leben
Hyldelund studierte an der Aarhus School of Business Betriebswirtschaftslehre und machte ihren Master of Science im 1994. Im selben Jahr begann sie mit der Arbeit als Referentin an der Hochschule. Ab 1996 arbeitete sie im dänischen Außenministerium als Legationsrätin, zuerst in der Abteilung Europapolitik und anschließend in der Abteilung Außenhandel. 1999 begann sie mit der Arbeit als Botschaftssekretärin in der dänischen Botschaft in Washington D.C., bis sie 2002 wieder ins dänische Außenministerium wechselte und dort als Legationsrätin des Referats Asien arbeitete. Von 2004 bis 2006 arbeitete sie in der dänischen Botschaft in Warschau als 1. Botschaftssekretärin, bis sie 2009 Generalkonsulin des dänischen Generalkonsulats in Shanghai wurde. Nach ihrer Zeit in China arbeitete sie erneut im dänischen Außenministerium, diesmal als Leiterin des Referates Investitionen und Innovation (ab 2012), Ministerialdirektorin für den Exportrat (ab 2014) und Staatssekretärin für Handel und globale Nachhaltigkeit (ab 2017).
Ab dem 4. November 2020 war sie Botschafterin Dänemarks in Berlin für Deutschland, die Schweiz und Liechtenstein. Im Sommer 2024 wurde sie in diesem Amt von Thomas Østrup Møller abgelöst.
Hyldelund hat Wurzeln in der deutsch-dänischen Grenzregion und eine enge Beziehung zur deutschen Sprache. Ihre Eltern sind beide zweisprachig im Grenzland aufgewachsen, ihre Großmutter kommt aus Hamburg.
Sie spricht neben Dänisch und Deutsch auch Englisch und Französisch.